# Quintus Aemilius Laetus
Quintus Aemilius Laetus (* Thaenae, Africa; † Rom, April/Mai 193) war ein römischer Soldat, der von 191 bis zu seinem Tod Präfekt der Prätorianergarde war. Er diente unter den römischen Kaisern Commodus, Pertinax und Didius Julianus und war ein maßgeblicher Akteur in den Wirren des zweiten Vierkaiserjahres.
Der Gentilname Aemilius lässt vermuten, dass die Vorfahren des Laetus das römische Bürgerrecht zur Zeit des Triumvirn Marcus Aemilius Lepidus (nach 43 v. Chr.) erhalten hatten. Er wurde nach dem Tod seiner Vorgänger Regillus und Julianus von Commodus als Prätorianerpräfekt eingesetzt und avancierte rasch zum eigentlichen Machthaber im Hintergrund. Als Commodus’ Verhalten in den frühen 190er-Jahren immer unberechenbarer wurde, beschloss der Präfekt, sich des Kaisers zu entledigen, um dem Schicksal seiner Vorgänger, die den unablässigen Intrigen zum Opfer gefallen waren, zu entgehen und stattdessen selbst einen Kandidaten seiner Wahl auf den Thron zu bringen. Am 31. Dezember 192 wurde Commodus unter Beteiligung der kaiserlichen Konkubine Marcia und des cubicularius Eclectus ermordet. Laetus sorgte umgehend dafür, dass der Stadtpräfekt Pertinax zum neuen Imperator ausgerufen wurde. Zur Frage, ob Pertinax selbst an dem Attentat beteiligt war, gehen die Meinungen auseinander. Die Quellenlage gestattet kein sicheres Urteil.
Die Ermordung des Commodus erwies sich als Auftakt zu einem Bürgerkrieg. Der neue Kaiser, der die unter Commodus eingerissene Disziplinlosigkeit nicht dulden wollte, fiel bei den Prätorianern rasch in Ungnade. Auch ihr Kommandant Laetus, der im Hintergrund offenbar weiter die Fäden ziehen wollte, verhielt sich ihm gegenüber zunehmend illoyal. Die Versuche der Prätorianer, den Senator Maternus und kurz darauf den Konsul Falco zu Gegenkaisern auszurufen, scheiterten noch, doch am 28. März 193 wurde Pertinax von meuternden Gardesoldaten erschlagen. Anscheinend handelte es sich nicht um eine Verschwörung oder einen geplanten Aufstand, sondern nur um eine chaotische Aktion: Als Laetus, angeblich auf Befehl des Kaisers, einige Prätorianer aufgrund von Vergehen hinrichten ließ, meuterten die übrigen aus Furcht vor weiteren Bestrafungen. Etwa zweihundert von ihnen drangen, ohne auf Widerstand zu stoßen, in den Palast ein.
Nach Pertinax’ Tod unterbreitete der vermögende Senator Didius Julianus den Prätorianern ein großzügiges Angebot. Nach erbittertem Feilschen erteilten die von Laetus kommandierten Soldaten schließlich für 25.000 Sesterzen pro Soldat Julianus den Zuschlag; der Mitbewerber Sulpicianus, der Stadtpräfekt und Schwiegervater des Pertinax, ging leer aus. Die Provinzarmeen erhoben sehr bald die Gegenkaiser Septimius Severus und Pescennius Niger. Aus Furcht, sie könnten zu Severus überlaufen, ordnete Julianus die Hinrichtung des Laetus, der Marcia und der weiteren Verschwörer gegen Commodus an.